# Паадла (озеро)
Па́адла (ест. Paadla laht) — природне озеро в Естонії, у волості Ляене-Сааре повіту Сааремаа.

## Розташування
Озеро Паадла належить до Західно-острівного суббасейну Західноестонського басейну.
Водойма лежить на південний схід від села Кирккюла.
Акваторія озера входить до складу заказника  Муллуту-Лооде (Mullutu-Loode hoiuala).

## Опис
Загальна площа озера становить 18,5 га, площа водної поверхні — 17,8 га, площа двох островів на озері — 0,7 га. Довжина озера — 1 200 м, ширина — 1 000 м. Найбільша глибина — 1 м, середня глибина — 0,3 м. Довжина берегової лінії — 5 478 м. Площа водозбору — 5,2 км².